# XULRunner
XULRunner é um ambiente de execução desenvolvido pela Mozilla Foundation para fornecer um back-end padrão para aplicações XUL. Ele substitui o ambiente de execução Gecko, um projeto descontinuado, mas com um propósito semelhante.
A primeira versão estável desenvolvida do XULRunner foi lançada em 2006, com base no código do Mozilla 1.8. Versões Alpha foram liberadas em 2007 baseado no Mozilla 1.9. A versão mais recente do XULRunner é a 13.01, utilizando o mais recente motor Gecko, e foram construídas do mesmo código fonte do Firefox 13.0.

## Usos
Todas as aplicações baseadas no XUL, como Mozilla Firefox, Mozilla Thunderbird, Songbird, Flickr Uploadr, SeaMonkey, Conkeror, Sunbird, Miro, Joost, e TomTom Home 2.0 rodam sobre o XULRunner.  Teve inicio com a versão 3.0, o Mozilla Firefox usou um "private" XULRunner, ou seja, o framework fica instalado localmente no diretório da aplicação.
O quarto fascículo do jogo de computador da série Simon the Sorcerer, Simon the Sorcerer 4: Chaos Happens, utiliza-se do XULRunner.
O site eMusic possui uma aplicação de download chamada eMusic Remote  que também utiliza-se de XULRunner.
O editor Google Adwords utiliza o XULRunner, da mesma forma como o  ILS Evergreen, uma biblioteca de código aberto para sistemas de automação.
Além disso, o pacote XULRunner fornece acesso aos controles e funcionalidades do ActiveX, anteriormente implementadas na terceira parte dos controles do ActiveX construído pela Mozilla Source, mas hoje descontinuado.
A IBM começou a implantar o XULRunner com o Lotus Notes na versão 8.5.1 para fornecer suporte as aplicações clientes do Notes para XPages.

## Veja mais
- Mozilla Prism
- Gecko (software)
- Aplicações em HTML
- Adobe AIR